# Jaworznia (gromada 1966–1972)
Jaworznia (do 31 XII 1965 Białogon) – dawna gromada, czyli najmniejsza jednostka podziału terytorialnego Polskiej Rzeczypospolitej Ludowej w latach 1954–1972.
Gromady, z gromadzkimi radami narodowymi (GRN) jako organami władzy najniższego stopnia na wsi, funkcjonowały od reformy reorganizującej administrację wiejską przeprowadzonej jesienią 1954 do momentu ich zniesienia z dniem 1 stycznia 1973, tym samym wypierając organizację gminną w latach 1954–1972.
Gromadę Jaworznia z siedzibą GRN w Jaworzni utworzono 1 stycznia 1966 w powiecie kieleckim w woj. kieleckim w związku z przeniesieniem siedziby GRN gromady Białogon (która równocześnie uległa zmianom terytorialnym) z Białogonu do Jaworzni i przemianowaniem jednostki na gromada Jaworznia.
Gromada przetrwała do końca 1972 roku, czyli do kolejnej reformy gminnej.
Uwaga: Gromada Jaworznia (o innym składzie) istniała w powiecie kieleckim także latach 1954–61.